# Omastar
Omastar (japanski: オムスター Omusutā) jedan je od 1025 fiktivnih vrsta Pokémona iz medijske franšize Pokémon, skupa Pokémon videoigara, animiranih serija, manga stripova, knjiga, igraćih karata i drugih medija kojima je tvorac Satoshi Tajiri. Svrha je Omastara u videoigrama, animiranoj seriji i manga stripovima, kao i svrha ostalih Pokémona, borba s divljim Pokémonima – neukroćenim stvorenjima koje igrači i likovi pronalaze dok kreću na razne avanture – i pripitomljenim Pokémonima drugih Pokémon trenera.

## Etimologijaimena
Ime Omastar kombinacija je engleske riječi "ammonite" = amonit, vrsta izumrlog školjkaša na kojem se lik Omastara temelji, japanske riječi "omu" = indijska lađica, te engleske riječi "star" = zvijezda, što se vjerojatno odnosi na oblik zvijezde koji njegova četiri veća kraka tvore. 
Njegovo je englesko ime u beta verziji Pokémona glasilo Kargo (vidi članak Omanyte).

## Pokédex podaci
- Pokémon Red/Blue: Drevni Pokémon koji je izumro nakon što mu je njegov teški oklop otežao hvatanje plijena.
- Pokémon Yellow: Oštri kljunovi zatvaraju prsten oko njegovih usta. Njegov teški oklop otežao mu je slobodno kretanje, te je iz tog razloga ubrzo izumro.
- Pokémon Gold: Prema dostupnim dokazima, razbijao je Shellderov oklop svojim oštrim očnjacima te isisao njegove iznutrice.
- Pokémon Silver: Kada se jednom omota oko svog plijena, ne oslobađa stisak. Plijenom se hrani razdirući ga svojim očnjacima.
- Pokémon Crystal: Njegov teški oklop dopuštao mu je hranjenje isključivo hranom koja mu je bila fizički blizu, što se smatra jednim od razloga njegovog izumiranja.
- Pokémon Ruby/Sapphire: Omastar koristi svoje pipke kako bi uhvatio svoj plijen. Vjeruje se kako je razlog njegovog izumiranja postepeno povećanje težine i veličine njegovog oklopa, što mu je znatno otežavalo kretanje i hvatanje plijena.
- Pokémon Emerald: Omastar koristi svoje pipke kako bi uhvatio svoj plijen. Vjeruje se kako je razlog njegovog izumiranja postepeno povećanje težine i veličine njegovog oklopa, što mu je znatno otežavalo kretanje i hvatanje plijena.
- Pokémon FireRed: Njegovi su pipci veoma razvijeni, poput nogu i ruku. Čim uhvati plijen, odmah ga zagrize.
- Pokémon LeafGreen: Unatoč snažnim očnjacima i pipcima, izumri je nakon što mu je otežani oklop onemogućio hvatanje plijena.
- Pokémon Diamond/Pearl: Smatra se kako je ovaj Pokémon izumro zbog postupnog povećanja težine i veličine njegova oklopa.

## U videoigrama
Omastara je moguće dobiti unutar Pokémon videoigara samo putem razvijanja Omanytea na 40. razini. U igrama Pokémon Red i Blue, te Pokémon FireRed i LeafGreen, Omanytea je potrebno povratiti natrag u život iz Helix fosila u laboratoriju Cinnabar otoka. Ovo je moguće izvesti samo ako je igrač unutar planine Moon izabrao Helix fosil, a ne Dome fosil.
Omastar posjeduje veoma visoke Defense i Special Attack statistike.

## Tehnike
| Prirodne tehnike                    | Prirodne tehnike | Prirodne tehnike |
| ----------------------------------- | ---------------- | ---------------- |
| Tehnika                             | Vrsta tehnike    | Razina           |
| Stezanje (Constrict)                | Normalni         |                  |
| Povlačenje (Withdraw)               | Vodeni           |                  |
| Ugriz (Bite)                        | Mračni           |                  |
| Vodeni pištolj (Water Gun)          | Vodeni           |                  |
| Kotrljanje (Rollout)                | Kameni           |                  |
| Opaki pogled (Leer)                 | Normalni         |                  |
| Hitac blatom (Mud Shot)             | Zemljani         |                  |
| Slana voda (Brine)                  | Vodeni           |                  |
| Zaštita (Protect)                   | Normalni         |                  |
| Drevna moć (AncientPower)           | Kameni           |                  |
| Ispaljivanje šiljaka (Spike Cannon) | Normalni         | 40               |
| Škakljanje (Tickle)                 | Normalni         | 43               |
| Kamena eksplozija (Rock Blast)      | Kameni           | 46               |
| Vodena crpka (Hydro Pump)           | Vodeni           | 52               |

## Statistike
| HP:      | 70  |  |
| Attack:  | 60  |  |
| Defense: | 125 |  |
| Special: | 115 |  |
| SpAtk:   | 115 |  |
| SpDef:   | 70  |  |
| Speed:   | 55  |  |

Statistika Special korištena je samo tijekom prve generacije; kasnije je podijeljenja na Special Attack i Special Defense statistike.

## U animiranoj seriji
Omastarovo prvo pojavljivanje u Pokémon animiranoj seriji bilo je u epizodi 46, "Attack Of The Prehistoric Pokémon". Omastar i ostali Pokémon fosili (Omanyte, Kabuto, Kabutops i Aerodactyl) bivaju probuđeni iz njihovog sna zbog eksplozije u Grandpa kanjonu. Ova se epizoda obično smatra prilično važnom, jer je tijekom nje pronađeno Pokémon jaje iz kojeg se mnogo epizoda kasnije izlegao Mistyjin Togepi. Doduše, epizoda je u određenim državama bila zabranjena, što je dovelo do određenih problema u shvaćanju kasnije iznenadne pojave Poké-jajeta.